# Darragh Lenihan
Darragh Patrick Lenihan (Dunboyne, 16 marzo 1994) è un calciatore irlandese, difensore del Middlesbrough e della nazionale irlandese.

## Caratteristiche tecniche
Difensore centrale abile nell'impostazione del gioco e nel possesso di palla, può essere schierato anche come mediano.

## Carriera

### Club
Arrivato al Blackburn nel 2011, il 21 ottobre 2014 viene ceduto a titolo temporaneo al Burton Albion, con cui inizia la carriera professionistica. Inizialmente in prestito mensile, resta ai Brewers fino al marzo successivo, in cui viene richiamato dai Rovers. Impiegato con continuità nelle stagioni successive, il 3 luglio 2018 firma un rinnovo quadriennale con il club inglese.

### Nazionale
Dopo aver giocato con le varie rappresentative giovanili irlandesi, è stato convocato per la prima volta con la nazionale maggiore nel marzo 2018. L'esordio è avvenuto il 2 giugno, nell'amichevole vinta per 2-1 contro gli Stati Uniti.

## Statistiche

### Presenze e reti nei club
Statistiche aggiornate al 21 novembre 2018.
| Stagione            | Squadra          | Campionato       | Campionato | Campionato | Coppe nazionali | Coppe nazionali | Coppe nazionali | Coppe continentali | Coppe continentali | Coppe continentali | Altre coppe | Altre coppe | Altre coppe | Totale | Totale | Totale |
| Stagione            | Squadra          | Comp             | Pres       | Reti       | Comp            | Pres            | Reti            | Comp               | Pres               | Reti               | Comp        | Pres        | Reti        | Pres   | Reti   |        |
| ------------------- | ---------------- | ---------------- | ---------- | ---------- | --------------- | --------------- | --------------- | ------------------ | ------------------ | ------------------ | ----------- | ----------- | ----------- | ------ | ------ | ------ |
| ott. 2014-mar. 2015 | Burton Albion    | FL2              | 17         | 1          | FACup+CdL       | -               | -               | -                  | -                  | -                  | FLT         | -           | -           | 17     | 1      |        |
| mar.-giu. 2015      | Blackburn        | FLC              | 3          | 0          | FACup+CdL       | 0+0             | 0               | -                  | -                  | -                  | -           | -           | -           | 3      | 0      |        |
| 2015-2016           | Blackburn        | FLC              | 23         | 0          | FACup+CdL       | 3+1             | 0               | -                  | -                  | -                  | -           | -           | -           | 27     | 0      |        |
| 2016-2017           | Blackburn        | FLC              | 40         | 0          | FACup+CdL       | 2+2             | 0               | -                  | -                  | -                  | -           | -           | -           | 44     | 0      |        |
| 2017-2018           | Blackburn        | FL1              | 14         | 1          | FACup+CdL       | 0+0             | 0               | -                  | -                  | -                  | FLT         | 0           | 0           | 51     | 1      |        |
| 2018-2019           | Blackburn        | FLC              | 34         | 2          | FACup+CdL       | 2+2             | 1+0             | -                  | -                  | -                  | -           | -           | -           | 38     | 3      |        |
| 2019-2020           | Blackburn        | FLC              | 37         | 3          | FACup+CdL       | 1+1             | 0               | -                  | -                  | -                  | -           | -           | -           | 39     | 3      |        |
| 2020-2021           | Blackburn        | FLC              | 41         | 0          | FACup+CdL       | 1+2             | 0               | -                  | -                  | -                  | -           | -           | -           | 44     | 0      |        |
| 2021-2022           | Blackburn        | FLC              | 41         | 3          | FACup+CdL       | 1+1             | 0               | -                  | -                  | -                  | -           | -           | -           | 43     | 3      |        |
| Totale Blackburn    | Totale Blackburn | Totale Blackburn | 233        | 9          |                 | 19              | 1               |                    | -                  | -                  |             | 0           | 0           | 252    | 10     |        |
| 2022-2023           | Middlesbrough    | FLC              | 41+2       | 0          | FACup+CdL       | 0               | 0               | -                  | -                  | -                  | -           | -           | -           | 43     | 0      |        |
| Totale carriera     | Totale carriera  | Totale carriera  | 293        | 10         |                 | 19              | 1               |                    | -                  | -                  |             | 0           | 0           | 312    | 11     |        |

### Cronologia presenze e reti in nazionale
| Cronologia completa delle presenze e delle reti in nazionale ― Irlanda | Cronologia completa delle presenze e delle reti in nazionale ― Irlanda | Cronologia completa delle presenze e delle reti in nazionale ― Irlanda | Cronologia completa delle presenze e delle reti in nazionale ― Irlanda | Cronologia completa delle presenze e delle reti in nazionale ― Irlanda | Cronologia completa delle presenze e delle reti in nazionale ― Irlanda | Cronologia completa delle presenze e delle reti in nazionale ― Irlanda | Cronologia completa delle presenze e delle reti in nazionale ― Irlanda |
| Data                                                                   | Città                                                                  | In casa                                                                | Risultato                                                              | Ospiti                                                                 | Competizione                                                           | Reti                                                                   | Note                                                                   |
| ---------------------------------------------------------------------- | ---------------------------------------------------------------------- | ---------------------------------------------------------------------- | ---------------------------------------------------------------------- | ---------------------------------------------------------------------- | ---------------------------------------------------------------------- | ---------------------------------------------------------------------- | ---------------------------------------------------------------------- |
| 2-6-2018                                                               | Dublino                                                                | Irlanda                                                                | 2 – 1                                                                  | Stati Uniti                                                            | Amichevole                                                             | -                                                                      | 35’                                                                    |
| 15-11-2018                                                             | Dublino                                                                | Irlanda                                                                | 0 – 0                                                                  | Irlanda del Nord                                                       | Amichevole                                                             | -                                                                      | 16’ 84’                                                                |
| 14-6-2022                                                              | Łódź                                                                   | Ucraina                                                                | 1 – 1                                                                  | Irlanda                                                                | UEFA Nations League 2022-2023 - 1º turno                               | -                                                                      | 81’                                                                    |
| 16-6-2023                                                              | Atene                                                                  | Grecia                                                                 | 2 – 1                                                                  | Irlanda                                                                | Qual. Euro 2024                                                        | -                                                                      | 89’                                                                    |
| Totale                                                                 |                                                                        | Presenze                                                               | 4                                                                      |                                                                        | Reti                                                                   | 0                                                                      |                                                                        |